# Łucznictwo na Letnich Igrzyskach Olimpijskich 1904 – drużynowo mężczyźni
Mężczyźni drużynowo była jedną z konkurencji łuczniczych na Letnich Igrzyskach Olimpijskich 1904 w Saint Louis odbyła się 21 września 1904. Uczestniczyły 4 zespoły ze Stanów Zjednoczonych.

## Wyniki
| Miejsce | Drużyna            | Zawodnicy                                                           | Państwo           | Wynik |
| ------- | ------------------ | ------------------------------------------------------------------- | ----------------- | ----- |
| 1       | Potomac Archers    | William Thompson Robert Williams Louis Maxson Galen Spencer         | Stany Zjednoczone | 1344  |
| 2       | Cincinnati Archers | Charles Woodruff William Clark Charles Hubbard Samuel Duvall        | Stany Zjednoczone | 1341  |
| 3       | Boston Archers     | George Bryant Wallace Bryant Cyrus Edwin Dallin Henry B. Richardson | Stany Zjednoczone | 1268  |
| 4       | Chicago Archers    | Benjamin Keys Homer Taylor Edward Weston Edward Bruce               | Stany Zjednoczone | 942   |